# 6094 Hisako
A 6094 Hisako (ideiglenes jelöléssel 1990 VQ1) a Naprendszer kisbolygóövében található aszteroida. Tsutomu Hioki és Shuji Hayakawa fedezte fel 1990. november 10-én.